# Jarvisov otok
Jarvisov otok, izvorno angleško 'Jarvis Island', je nenaseljen otok površine 4,5 km² na  0°22′S, 160°03′W v južnem Tihem oceanu, na okoli pol poti med Havaji in Cookovi otoki. 
Je nevključeni in neorganizirani teritorij ZDA.